# Blepharocosta marginaticola
Blepharocosta marginaticola är en insektsart som beskrevs av Taylor 1992. Blepharocosta marginaticola ingår i släktet Blepharocosta och familjen rundbladloppor. Inga underarter finns listade i Catalogue of Life.